# Erwin Thomas

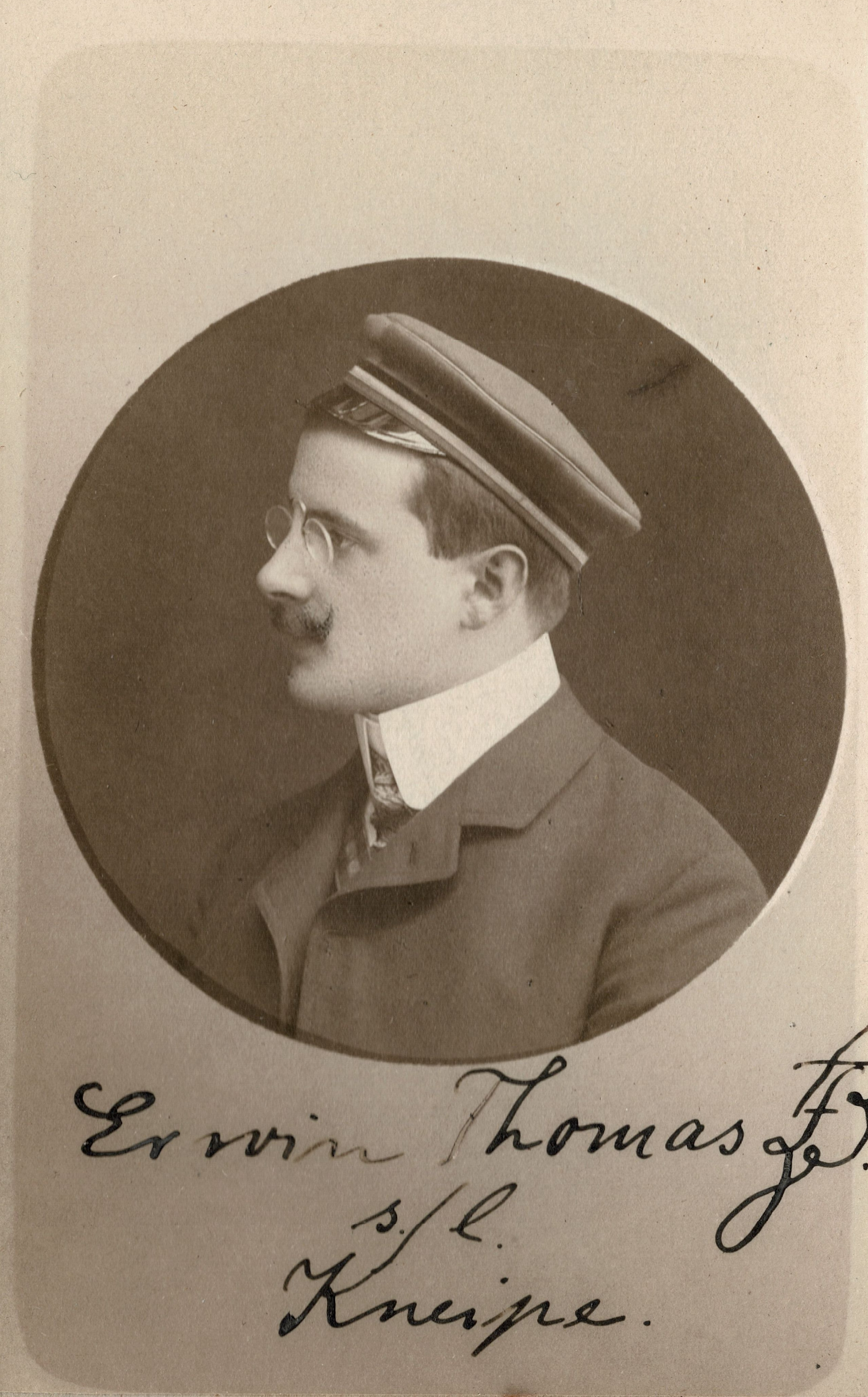
Erwin Thomas

Erwin Thomas (* 27. Dezember 1881 in Hof (Saale); † 29. Dezember 1969 in Duisburg) war ein deutscher Pädiater.

## Leben
Thomas besuchte das nachmalige (humanistische) Jean-Paul-Gymnasium Hof. Nach dem Abitur studierte er an der Ludwig-Maximilians-Universität München, der Universität Rostock und der Friedrich-Alexander-Universität Erlangen Medizin und Naturwissenschaften. 1903 im Corps Baruthia recipiert, zeichnete er sich als Senior aus. 1908 wurde er in München zum Dr. med. promoviert. Nach einer Tätigkeit als Assistent an der Kinderklinik und Medizinischen Klinik in Leipzig wurde er 1910 als Oberarzt an die Reichsanstalt zur Bekämpfung der Säuglingssterblichkeit in Berlin-Charlottenburg berufen. Nachdem er 40 Monate als Arzt an der Front am Ersten Weltkrieg teilgenommen hatte, habilitierte er sich 1919 an der Universität zu Köln, wo er Oberarzt der Universitätskinderklinik geworden war. 1922 erfolgte seine Ernennung zum außerordentlichen Professor. Am 1. Mai 1927 wurde er als dirigierender Arzt an das Städtische Mütter- und Säuglingsheim der Städtischen Kinderklinik in Duisburg berufen, das er bis zu 28. Februar 1949 leitete. Seine Publikationen über die innere Sekretion gelten als grundlegend. Die Deutsche Gesellschaft für Pädiatrie wählte ihn zum Ehrenmitglied.

## Schriften
- Innere Sekretion in der ersten Lebenszeit (vor und nach der Geburt), 1926
- Klinik und Pathologie des Status thymicolymphaticus, 1927
- Schutz dem Kinde!, 1929
- Die innersekretorischen Krankheiten des Kindes und ihre Behandlung, 1951
- Die kindliche Entwicklung, 1961